# Championnats du monde de biathlon 1986
Les Championnats du monde de biathlon 1986 se tiennent du 18 au 23 février 1986 à Holmenkollen (Norvège) pour les épreuves masculines et du 13 au 16 février 1986 à Falun (Suède) pour les épreuves féminines. 

## Les résultats
| Épreuve             | Or                                                                                 | Argent                                                                            | Bronze                                                               |
| 20 km individuel H  | Valeri Medvedtsev                                                                  | André Sehmisch                                                                    | Alfred Eder                                                          |
| Sprint 10 km H      | Valeri Medvedtsev                                                                  | Franz Schuler                                                                     | André Sehmisch                                                       |
| Relais 4 × 7,5 km H | Union soviétique Yuri Kachkarov Dmitri Vassiliev Valeri Medvedtsev Sergei Buligine | Allemagne de l'Est Jürgen Wirth Frank-Peter Roetsch Matthias Jacob André Sehmisch | Italie Werner Kiem Gottlieb Taschler Johann Passler Andreas Zingerle |
| 10 km individuel F  | Eva Korpela                                                                        | Siv Bråten                                                                        | Sanna Grønlid                                                        |
| Sprint 5 km F       | Kaya Parve                                                                         | Nadiya Billova                                                                    | Eva Korpela                                                          |
| Relais 3 × 5 km F   | Union soviétique Kaya Parve Nadiya Billova Venera Chernychova                      | Suède Eva Korpela Inger Björkbom Sabiene Karlsson                                 | Norvège Sanna Grønlid Siv Bråten Anne Elvebakk                       |

## Le tableau des médailles
| Médailles | Pays               | Or | Argent | Bronze | Ensemble |
| --------- | ------------------ | -- | ------ | ------ | -------- |
| 1         | Union soviétique   | 5  | 1      | 0      | 6        |
| 2         | Suède              | 1  | 1      | 1      | 3        |
| 3         | Allemagne de l'Est | 0  | 2      | 1      | 3        |
| 4         | Norvège            | 0  | 1      | 2      | 3        |
| 5         | Autriche           | 0  | 1      | 1      | 2        |
| 6         | Italie             | 0  | 0      | 1      | 1        |